# Phyllite

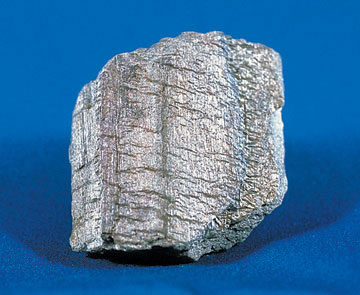
Phyllite

La phyllite, du grec ancien φύλλον (phýllon), feuille, est un type de roche métamorphique foliée composée à l'origine de quartz, de micas à base de séricite et de chlorite. Le degré de métamorphisme de la roche se situe entre celui de l'ardoise et celui des micaschistes.

## Description
Il s'agit d'une méta-argilite où s'observe parfois, en sus de la schistosité S1, un plissement de ce plan, une crénulation due à un changement de contraintes tectoniques postérieur à l'acquisition de la S1.
En revanche, il est rare d'y pouvoir observer des plans de sédimentation S0, sauf éventuellement à l'aide de changements de couleur de la roche ou de minéralogie particulièrement frappants, par exemple.
Cette roche finement cristalline, à minces feuillets, est donc une métapélite (au sens métamorphique du mot "pélite", et non granulométrique), avec un pourcentage de Séricite supérieur à 50 %, qui peut donc, en plus du mica, contenir du quartz, des feldspaths, de la chlorite, de l'augite, ou encore de la tourmaline, ainsi que des oxydes de fer, en tant que phase minérale.
En tant que roche métamorphique de bas grade du faciès schiste vert, la phyllite est donc issue de la transformation, par métamorphisme régional, de roches de type ardoise (étant à l'origine des roches pélitiques) , par exemple.
Comparées avec des roches ardoisières qui, malgré leur caractère déjà métamorphique comptent encore au nombre des roches sédimentaires sensu lato,  les phyllites se distinguent par le fait qu'elles ne possèdent plus d'argiles (au sens minéralogique) d'origine: elles ont quasiment toutes été transformées, parfois en d'autres argiles comme la séricite.
Le taux de séricite (-muscovite) produit, quant à lui, sur les plans de schistosité, un éclat soyeux, avec une couleur du gris foncé au gris noirâtre, avec parfois même aussi du gris verdâtre ou du gris violacé.
Dans le cadre d'un métamorphisme régional, une phyllite placée dans un contexte de pression et température du type de celui du faciès amphibolite évolue généralement (des fluides dans la roche peuvent changer les équilibres) vers du micaschiste, lorsque les minéraux constitutifs de la phyllite grossissent tellement qu'ils sont reconnaissables à la loupe ou même à l’œil nu.